# Arthur Devis

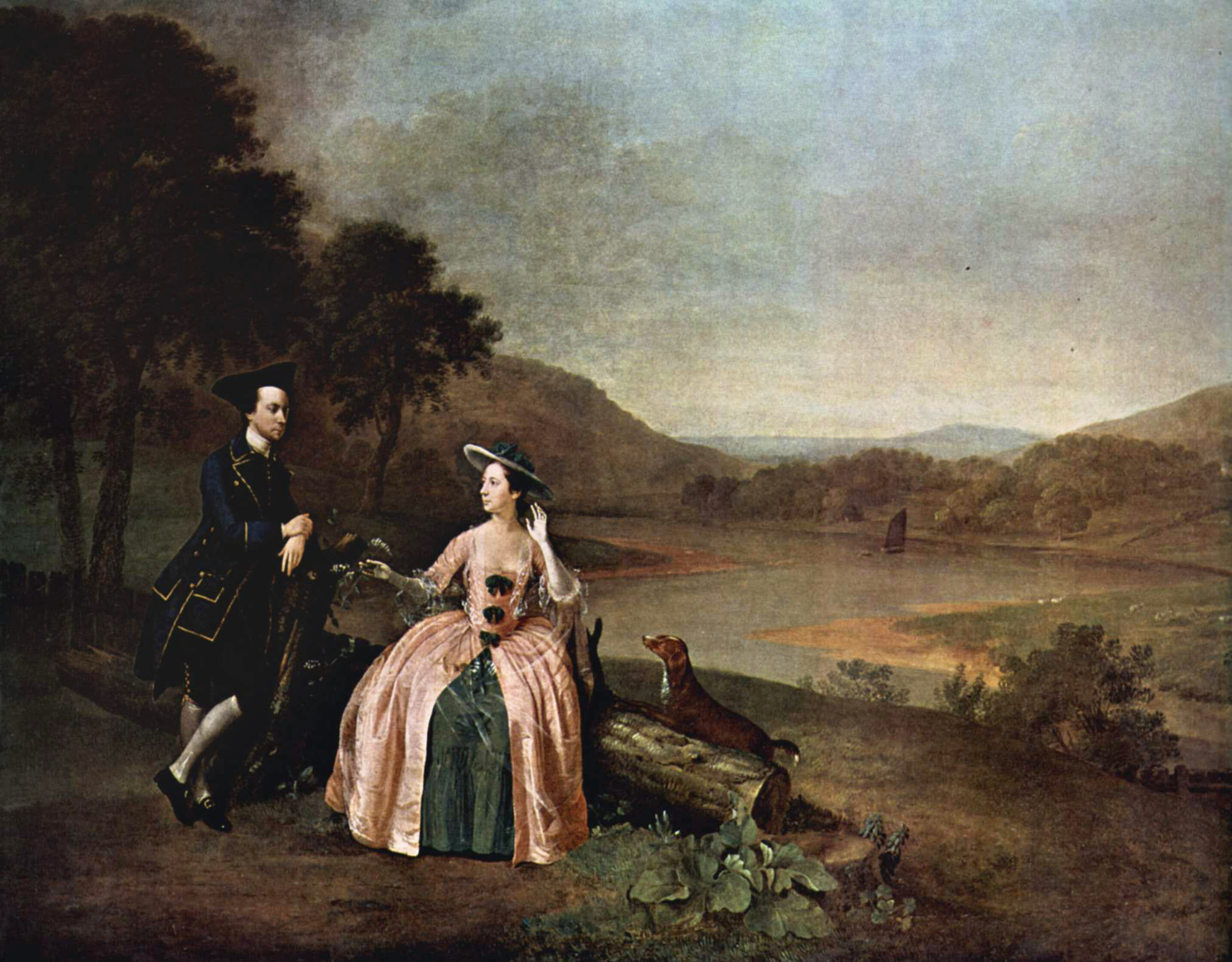
Sir George y Lady Strickland en el parque de Boynton Hall (1751).

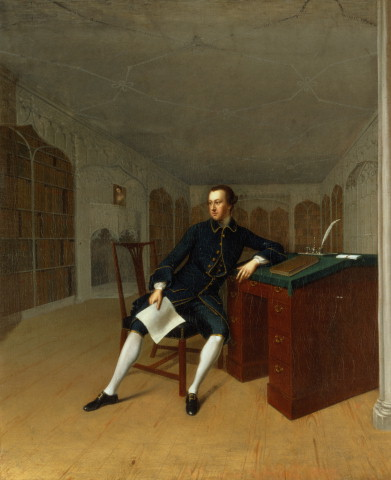
Sir Roger Newdigate en la Biblioteca de Arbury.

Arthur Devis (Preston, 19 de febrero de 1712-Brighton, 25 de julio de 1787) fue un pintor retratista inglés, conocido en particular por sus conversation pieces y otros pequeños retratos semejantes.
Nacido en Lancashire, pasó la mayor parte de su vida laboral en Londres (y, desde 1783, en Brighton), y - a pesar de ser poco considerado en vida - se hizo popular en los años 1930 debido a la delicadeza de su estilo y el valor histórico de sus obras puesto que documenta a las clases medias de Inglaterra y a la gentry regional del siglo XVIII. Expuso en la Sociedad Libre de Artistas entre 1762 y 1780 y restauró las pinturas de Sir James Thornhill en el salón de Greenwich. 
Su medio hermano, Anthony Devis fue un pintor paisajista. El 20 de julio de 1742 Arthur se casó con Elizabeth Faulkner (1723–1788) en St Katharine's by the Tower en Londres. De los seis hijos que llegaron a la madurez, de un total de veintidós nacidos, Ellin Devis (1746–1820) se convirtió en escritora y directora de una escuela femenina y Thomas Anthony Devis (1757–1810) y Arthur William Devis (1762–1822) ambos se hicieron pintores. 